# Sant Adornin
Sant Adornin o Sant Satornin (en francès Saint-Saturnin-de-Lucian) és un municipi occità del Llenguadoc, situat al departament de l'Erau i a la regió d'Occitània.